# Berja
Berja – gmina w Hiszpanii, w prowincji Almería, w Andaluzji, o powierzchni 217,42 km². W 2011 roku gmina liczyła 15 504 mieszkańców.